# Moritz Richard Schomburgk
Moritz Richard Schomburgk (Freyburg, 5 ottobre 1811 – Adelaide, 24 marzo 1891) è stato un botanico tedesco.

## Biografia
Schomburgk nacque a Freyburg, in Sassonia, figlio di Johann Friedrich Ludwig Schomburgk (un ministro luterano in Turingia) e sua moglie Christiane Juliane Wilhelmine, nata Krippendorf. Schomburgk ha studiato botanica a Berlino e nei giardini reali di Potsdam. Nel 1844 partì per la spedizione britannico-prussiana verso la Guiana britannica e il Brasile, guidati da suo fratello Robert. Ha raccolto per il Museo dell'Università di Berlino. Dopo i disordini politici in Europa nel 1848, emigrò a Gawler, nel sud dell'Australia. Nel 1865 divenne direttore del Giardino botanico di Adelaide, carica che mantenne fino alla sua morte e fu sostituito da Maurice William Holtze. Ha scritto Versuch einer Zusammenstellung der Flora und Fauna von Britisch-Guiana (1848).